# Alexander Dumreicher-Ivanceanu

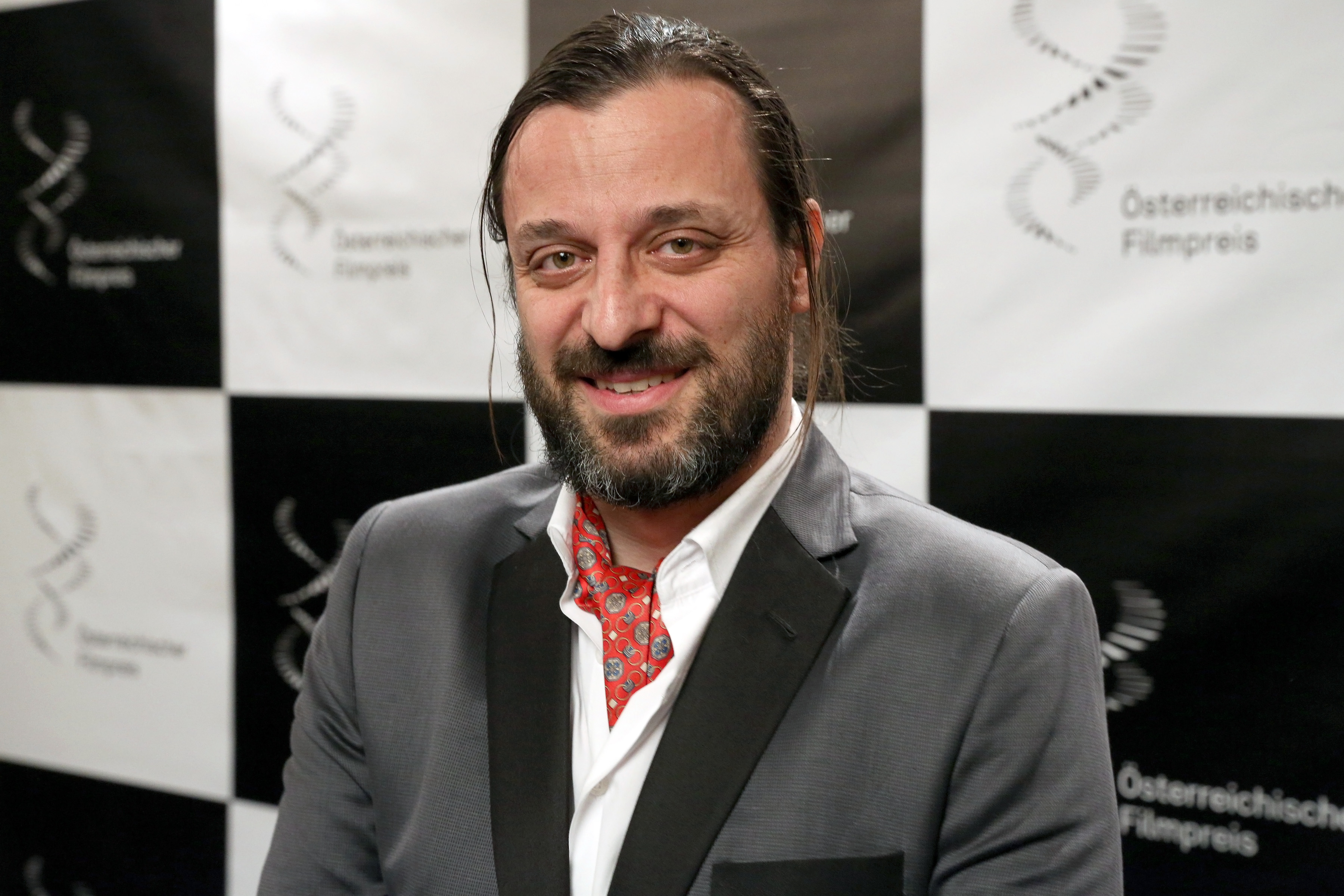
Alexander Dumreicher-Ivanceanu (2015)

Alexander Dumreicher-Ivanceanu (* 1971 in Wien) ist ein österreichischer Filmproduzent.
Alexander Dumreicher-Ivanceanu studierte Philosophie und Filmtheorie an der Universität Wien. Ab 1989 wurde er als Filmkritiker für die Ö3-Musicbox und freier Filmjournalist tätig. 1995 gründete er mit Bady Minck die Amour Fou Luxembourg in Luxemburg. 2001 war er Mitgründer der Amour Fou Filmproduktion in Wien, wo er die Geschäftsführung übernahm.
2003 war Amour Fou mit vier Filmen beim Festival de Cannes vertreten: „Pas de Repos pour les braves“ von Alain Guiraudie, „Struggle“ von Ruth Mader, „Im Anfang war der Blick“ von Bady Minck und „Fast Film“ von Virgil Widrich. Bei der Romyverleihung 2017 wurde er für Egon Schiele: Tod und Mädchen in der Kategorie Bester Produzent ausgezeichnet, im selben Jahr feierte Bady Mincks „MappaMundi“ Premiere in Sundance. Im Oktober 2020 gewann der von Amour Fou Vienna produzierte Film „Hochwald“ von Evi Romen den Hauptpreis der Focus Competition des Zurich Film Festivals, und  2021 Stefan Ruzowitzkys „Hinterland“ den Publikumspreis der Piazza Grande in Locarno. Mehrere seiner Filmproduktionen waren für den Österreichischen Filmpreis nominiert. Seit November 2020 ist er Bundesobmann des Fachverbands der Film- und Musikwirtschaft der Wirtschaftskammer Österreich.

## Filmografie (Auswahl)
- 2000: Nebel (Kurzfilm)
- 2003: Im Anfang war der Blick
- 2003: Pas de Repos pour les Braves
- 2003: Struggle
- 2003: Fast Film (Kurzfilm)
- 2005: Crash Test Dummies
- 2006: Kleine Geheimnisse
- 2006: Taxidermia
- 2007: Kurz davor ist es passiert
- 2007: Weiße Lilien
- 2012: Hannah Arendt
- 2013: Die 727 Tage ohne Karamo
- 2014: Amour Fou
- 2014: Fieber
- 2014: Casanova Variations
- 2016: Egon Schiele: Tod und Mädchen
- 2016: Die Nacht der 1000 Stunden
- 2017: Mappamundi
- 2018: Styx
- 2018: Angelo
- 2020: Hochwald
- 2021: Hinterland
- 2022: Der Passfälscher
- 2023: Ingeborg Bachmann – Reise in die Wüste
- 2024: Jakobs Ross
- 2025: Happyland
- 2025: Das geheime Stockwerk